# Cratere Dostoevskij
Dostoevskij è un gigantesco cratere d'impatto presente sulla superficie di Mercurio, centrato a 44,95° di latitudine sud e 176,24° di longitudine ovest. Il suo diametro è pari a 430,06 km. 
Il cratere è dedicato allo scrittore russo Fëdor Dostoevskij.

Il cratere Dostoevskij è il titolo di un libro dello scrittore Raffaele Montesano.